# Dynamo Dniepropetrowsk
Dynamo Dniepropetrowsk (ukr. Футбольний клуб «Динамо» Дніпропетровськ, Futbolnyj Kłub "Dynamo" Dnipropetrowśk) – ukraiński klub piłkarski z siedzibą w Dniepropietrowsku.
W latach 1936–1937 oraz 1938–1940 występował w Mistrzostwach ZSRR.

## Historia
Chronologia nazw:
- 1929: Dynamo Dniepropetrowsk (ukr. «Динамо» Дніпропетровськ)
- 1953: klub rozwiązano

Piłkarska drużyna Dynamo została założona w Dniepropietrowsku w 1929 roku na bazie klubu "Gubmilicja".
W latach 30. była najmocniejszą drużyną w Dniepropetrowsku. Ponad 10 piłkarzy Dynama zostali mistrzami Ukraińskiej SRR w składzie reprezentacji Dniepropetrowska.
Wiosną 1936 zespół startował w Mistrzostwach ZSRR w Klasie B. Po spadku jesienią 1936 oraz w 1937 występował w Klasie W. W 1938 rozgrywki odbyli się tylko w Klasie A, która liczyła 26 zespołów. Również w latach w 1936–1939 uczestniczył w rozgrywkach Pucharu ZSRR.
Na początku 1940 roku Decyzją Rady Centralnej Towarzystwa "Dynamo" zespoły Dynama zostały zdjęte z rozgrywek Mistrzostw ZSRR.
W 1946 został odrodzony i występował w Trzeciej grupie (końcowe 7. miejsce).
W 1947 połączył się z innym klubem Stal Dniepropetrowsk. Ale po roku odrodził się i w 1949 zdobył Puchar obwodu dniepropietrowskiego. W 1951 dotarł do finału. W 1953 roku klub został rozwiązany.

## Inne
- Dnipro Dniepropetrowsk